# Adrienne Corri
Adrienne Corri, pseudonimo di Adrienne Riccoboni (Edimburgo, 13 novembre 1931 – Londra, 13 marzo 2016), è stata un'attrice e saggista scozzese.
È nota per le sue interpretazioni cinematografiche in pellicole di registi di rilievo, come Il fiume (1951) di Jean Renoir, Il dottor Živago (1965) di David Lean e Arancia meccanica (1971) di Stanley Kubrick. Attiva anche in teatro e televisione, è autrice di un saggio pubblicato nel 1985, The Search for Gainsborough, sulla figura del noto pittore inglese Thomas Gainsborough

## Biografia
Nata a Edimburgo, in Scozia, da famiglia di origini italiane, da Luigi Riccoboni e Olive Smethurst, iniziò la sua attività come attrice cinematografica alla fine degli anni quaranta ed ebbe il suo primo ruolo in una produzione importante nel film Il fiume (1951) di Jean Renoir. Lo pseudonimo Adrienne Corri le fu dato all'inizio della sua carriera teatrale dal drammaturgo inglese Gordon Harbord, che già aveva coniato i nomi d'arte di Laurence Harvey e Diana Dors. Nel 1959, durante la prima rappresentazione del Mondo di Paul Slickey di John Osborne, reagì ai fischi e agli ululati del pubblico mostrando il dito medio agli spettatori e dicendo loro «di andare a farsi fottere».
Già dagli anni cinquanta, fu attiva sul piccolo schermo in varie produzioni della televisione britannica: la sua prima partecipazione risale al 1952, e fino al 1992 fu presente in diversi film per la TV e serie, tra cui Doctor Who e UFO. Nel 1965 fu nel cast di Bunny Lake è scomparsa di Otto Preminger, e quello stesso anno recitò nel Dottor Živago di David Lean. Nel 1967 apparve anche in un film italiano, Sette volte donna, di Vittorio De Sica e nel 1971 fu impegnata in quello che probabilmente è il suo ruolo più famoso, quello di Mary Alexander, la moglie dello scrittore in Arancia meccanica di Stanley Kubrick: il suo personaggio, nella notte brava di Alex (Malcolm McDowell), subisce da questi uno stupro mentre Alex canta Singin' in the Rain. La particolare soluzione di camera riprende lo stupro dal punto di vista della vittima, che infatti durante la violenza non viene mai inquadrata.
Tra le sue ultime apparizioni cinematografiche figurano La vendetta della Pantera Rosa (1978) di Blake Edwards e, di nuovo diretta da Otto Preminger, Operazione Rosebud (1975) e Il fattore umano (1979). Del 1992 sono invece le ultime apparizioni televisive, già comunque diradatesi nel decennio precedente; figura infatti nei panni di se stessa in un film documentario del 1993 sulla figura di Jean Renoir. Dedicatasi alla scrittura, pubblicò nel 1985 The Search for Gainsborough, una ricerca storiografica originale sul pittore inglese Thomas Gainsborough, che rende plausibile l'ipotesi, dall'analisi dei documenti e delle testimonianze presenti nell'opera, che l'anno di nascita del pittore possa essere retrodatato al 1726.

## Vita privata
Sposata dal 1961 al 1967 con l'attore britannico Daniel Massey, è morta il 13 marzo 2016, a 84 anni, per una disfunzione dell'arteria coronaria.

## Filmografia parziale

### Cinema
- Il fiume (The River), regia di Jean Renoir (1951)
- Quo vadis, regia di Mervyn LeRoy (1951)
- I confini del proibito (The Kidnappers), regia di Philip Leacock (1954)
- Tre uomini in barca (Three Men in a Boat), regia di Ken Annakin (1956)
- Prima dell'anestesia (Corridors of Blood), regia di Robert Day (1958)
- Il ruvido e il liscio (The Rough and the Smooth), regia di Robert Siodmak (1959)
- Panic (The Tell-Tale Heart), regia di Ernest Morris (1960)
- Dinamite Jack (Dynamite Jack), regia di Jean Bastia (1961)
- Robin Hood della contea nera (The Hellfire Club), regia di Robert S. Baker, Monty Berman (1961)
- Ginevra e il cavaliere di re Artù (Lancelot and Guinevere), regia di Cornel Wilde (1963)
- Sherlock Holmes: notti di terrore (A Study in Terror), regia di James Hill (1965)
- Bunny Lake è scomparsa (Bunny Lake Is Missing), regia di Otto Preminger (1965)
- Il dottor Živago (Doctor Zhivago), regia di David Lean (1965)
- Sette volte donna (Woman Times Seven), regia di Vittorio De Sica (1967)
- La regina dei vichinghi (The Viking Queen), regia di Don Chaffey (1967)
- Cowboy in Africa (Africa: Texas Style), regia di Andrew Marton (1967)
- Quel maledetto ispettore Novak (The File of the Golden Goose), regia di Sam Wanamaker (1969)
- Luna zero due (Moon Zero Two), regia di Roy Ward Baker (1969)
- Arancia meccanica (A Clockwork Orange), regia di Stanley Kubrick (1971)
- La regina dei vampiri (Vampire Circus), regia di Robert Young (1972)
- Operazione Rosebud (Rosebud), regia di Otto Preminger (1975)
- La vendetta della Pantera Rosa (Revenge of the Pink Panther), regia di Blake Edwards (1978)
- Il fattore umano (The Human Factor), regia di Otto Preminger (1979)

### Televisione
- Colonnello March (Colonel March of Scotland Yard) – serie TV, episodio 1x18 (1956)
- Assignment Foreign Legion – serie TV, episodio 1x19 (1957)

## Doppiatrici italiane
- Rosetta Calavetta in Bunny Lake è scomparsa, Il dottor Zivago, Sherlock Holmes: notti di terrore
- Fiorella Betti in Tre uomini in barca, Ginevra e il cavaliere di re Artù
- Benita Martini in Arancia meccanica

## Opere
- Adrienne Corri, The Search for Gainsborough, Londra, Jonathan Cape Ltd., 1984, ISBN 0-224-02162-1.